# Коваленко, Николай Николаевич
Коваленко Николай Николаевич — спортсмен, [[мастер спорта  международного класса России по дзюдо, []] заслуженный мастер спорта России по универсальному бою, неоднократный чемпион России, мира и Европы по универсальному бою.профессиональный боец мма рекорд 7-2 боец команды Архангел Михаил и Федерация дзюдо Урал западная Сибирь

## Достижения
Неоднократный Чемпион России по дзюдо в составе сборной команды УРФО, неоднократный Чемпион и призёр УРФО, неоднократный призёр Кубков России по дзюдо, чемпион в составе сборной команды Тюменской области «Новый Поток» в 2018 г. г. Грозный, чемпион России по МВД, чемпион по дзюдо VII ЕВРОПЕЙСКИХ ИГР ПОЛИЦЕЙСКИХ И ПОЖАРНЫХ ПО ДЗЮДО в г. Альхесирасе (Испания), Серебряный призёр по дзюдо 17-х Всемирных игр полицейских и пожарных (WPFG — 2017) г. Лос-Анджелес. Неоднократный призёр Чемпионатов Европы по дзюдо.